# Domenico Moro (calciatore)
Domenico Moro (Roncade, 2 gennaio 1962) è un allenatore di calcio ed ex calciatore italiano, di ruolo centrocampista.

## Carriera

### Giocatore
Dopo gli esordi in Serie D con il Montebelluna nel 1978, passa all'Atalanta con cui vince il campionato di Serie C1 1981-1982 e raggiunge la Serie B, giocando 31 gare in due stagioni con i bergamaschi.
Nel 1984 passa alla Triestina dove colleziona altre 24 presenze nella serie cadetta, prima di scendere di categoria in Serie C1 con le maglie di Ancona, Spezia e Campobasso.
Dopo un anno nel Campionato Interregionale con la Pistoiese, disputa due stagioni in Serie C2 con il Leffe e chiude la carriera tra i dilettanti con l'Albinese.

### Allenatore
Nelle ultime partite della stagione 1996-1997 è subentrato sulla panchina del Leffe, nel campionato di Serie C2, nel quale ha ottenuto la salvezza.
Negli anni seguenti ha allenato in numerose formazioni dilettantistiche bergamasche, fra la Seconda Categoria e l'Eccellenza: in particolare, nella stagione 2001-2002 arriva quarto in classifica in Promozione con la Stezzanese, mentre l'anno successivo retrocede dalla Promozione alla Prima Categoria con la Voluntas Osio, squadra sulla cui panchina era subentrato a stagione in corso. Nella stagione 2003-2004 vince il campionato di Prima Categoria con la Voluntas Osio, che poi allena in Promozione nella stagione 2004-2005 ed in Eccellenza (dopo il secondo posto con conseguente seconda promozione consecutiva in seguito alla vittoria nei play-off contro Vever e Brembio Vis Nova) nella stagione 2005-2006 (chiusa con un quinto posto in classifica e la qualificazione alla fase nazionale dei play-off, dopo aver eliminato Galbiatese e Mariano; nella fase nazionale i bergamaschi eliminano il Sankt Pauls e poi vengono eliminati dal Pescina nell'ultimo turno, decisivo per la promozione in Serie D) e nella stagione 2006-2007 (chiusa con un quinto posto in classifica e l'eliminazione nelle semifinali play-off contro la Base 96).
Nell'estate del 2006 lascia dopo cinque stagioni la formazione di Osio Sotto e si accasa al Ponte San Pietro, con cui nella stagione 2007-2008 ottiene un secondo posto in classifica in Eccellenza (con successiva sconfitta nella finale play-off contro la Folgore Verano, dopo aver eliminato il Sondrio in semifinale), categoria nella quale allena anche nella stagione 2008-2009 alla Voluntas Osio (con cui arriva settimo in classifica) e nella stagione 2009-2010 allo Scanzorosciate, che però lo esonera a stagione in corso. Nella stagione 2010-2011 scende di quattro categorie per allenare il Frassati Ranica, in Seconda Categoria: arriva quarto in classifica venendo promosso in Prima Categoria al termine dei play-off. Dopo una sola stagione lascia però la squadra e, a distanza di 9 anni, torna a sedere sulla panchina della Stezzanese: con la formazione di Stezzano nella stagione 2011-2012 arriva quinto in classifica nel massimo campionato regionale, mentre nella stagione seguente retrocede in Promozione da penultimo in classifica: si tratta della sua ultima stagione alla guida di una prima squadra, dato che nel triennio seguente allena prima la scuola calcio dell'Azzano e poi per due anni quella della Fiorente Grassobbio.

## Palmarès

### Giocatore

#### Competizioni nazionali
- Serie C1: 1

Atalanta: 1981-1982
- Serie B: 1

Atalanta: 1983-1984

### Allenatore

#### Competizioni regionali
- Prima Categoria: 1

Voluntas Osio: 2003-2004